# Campeonato Maranhense 1993
In 1993 werd het 74ste Campeonato Maranhense gespeeld voor voetbalclubs uit Braziliaanse staat Maranhão. De competitie werd georganiseerd door de FMF en werd gespeeld van 28 maart tot 5 december. Maranhão werd kampioen. 

## Eerste Toernooi

### Eerste fase

#### Groep A
| Plaats | Club           | Wed. | W | G | V | Saldo | Ptn. |
| ------ | -------------- | ---- | - | - | - | ----- | ---- |
| 1.     | Sampaio Corrêa | 6    | 4 | 2 | 0 | 11:00 | 10   |
| 2.     | Maranhão       | 6    | 4 | 1 | 1 | 10:04 | 9    |
| 3.     | Moto Club      | 6    | 2 | 4 | 0 | 10:03 | 8    |
| 4.     | Expressinho    | 6    | 3 | 1 | 2 | 07:07 | 7    |
| 5.     | Vitória do Mar | 6    | 2 | 0 | 4 | 05:12 | 4    |
| 6.     | Tupan          | 6    | 1 | 2 | 3 | 05:07 | 4    |
| 7.     | Boa Vontade    | 6    | 0 | 0 | 6 | 01:16 | 0    |

|  | Geplaatst voor tweede fase |

#### Groep B
| Plaats | Club            | Wed. | W | G | V | Saldo | Ptn. |
| ------ | --------------- | ---- | - | - | - | ----- | ---- |
| 1.     | Imperatriz      | 10   | 5 | 3 | 2 | 12:09 | 13   |
| 2.     | Caxiense        | 10   | 4 | 4 | 2 | 17:15 | 12   |
| 3.     | Bacabal         | 10   | 4 | 3 | 3 | 17:11 | 11   |
| 4.     | Americano       | 10   | 3 | 4 | 3 | 11:11 | 10   |
| 5.     | Pinheiro        | 10   | 3 | 2 | 5 | 08:12 | 8    |
| 6.     | Duque de Caxias | 10   | 1 | 4 | 5 | 09:16 | 6    |

|  | Geplaatst voor tweede fase |

### Tweede fase
| Plaats | Club           | Wed. | W | G | V | Saldo | Ptn. |
| ------ | -------------- | ---- | - | - | - | ----- | ---- |
| 1.     | Maranhão       | 8    | 3 | 5 | 0 | 10:06 | 11   |
| 2.     | Moto Club      | 8    | 2 | 5 | 1 | 11:09 | 9    |
| 3.     | Imperatriz     | 8    | 2 | 4 | 2 | 10:09 | 8    |
| 4.     | Sampaio Corrêa | 8    | 1 | 6 | 1 | 05:03 | 8    |
| 5.     | Caxiense       | 8    | 1 | 2 | 5 | 07:16 | 4    |

|  | Geplaatst voor derde fase en finale eerste toernooi |
|  | Geplaatst voor derde fase                           |

### Derde fase
| Plaats | Club       | Wed. | W | G | V | Saldo | Ptn. |
| ------ | ---------- | ---- | - | - | - | ----- | ---- |
| 1.     | Moto Club  | 2    | 2 | 0 | 0 | 06:02 | 4    |
| 2.     | Maranhão   | 2    | 1 | 0 | 1 | 04:02 | 2    |
| 3.     | Imperatriz | 2    | 0 | 0 | 2 | 02:06 | 0    |

|  | Geplaatst voor finale eerste toernooi |

#### Finale
De winnaar plaatst zich voor de finaleronde
|               |          |       |           |  |
| 4 juli Finale | Maranhão | 1 – 0 | Moto Club |  |
| 4 juli Finale | Mano     |       |           |  |

## Tweede toernooi

### Eerste fase

#### Groep A
| Plaats | Club           | Wed. | W | G | V | Saldo | Ptn. |
| ------ | -------------- | ---- | - | - | - | ----- | ---- |
| 1.     | Maranhão       | 6    | 6 | 0 | 0 | 18:01 | 12   |
| 2.     | Sampaio Corrêa | 6    | 4 | 1 | 1 | 18:02 | 9    |
| 3.     | Moto Club      | 6    | 4 | 0 | 2 | 15:04 | 8    |
| 4.     | Tupan          | 6    | 3 | 1 | 2 | 05:08 | 7    |
| 5.     | Vitória do Mar | 6    | 1 | 0 | 5 | 04:22 | 2    |
| 6.     | Boa Vontade    | 6    | 0 | 2 | 4 | 02:11 | 2    |
| 7.     | Expressinho    | 6    | 0 | 1 | 5 | 02:16 | 1    |

|  | Geplaatst voor tweede fase |

#### Groep B
| Plaats | Club            | Wed. | W | G | V | Saldo | Ptn. |
| ------ | --------------- | ---- | - | - | - | ----- | ---- |
| 1.     | Imperatriz      | 10   | 7 | 2 | 1 | 26:08 | 16   |
| 2.     | Caxiense        | 10   | 6 | 3 | 1 | 14:07 | 15   |
| 3.     | Americano       | 10   | 6 | 2 | 2 | 12:08 | 14   |
| 4.     | Bacabal         | 10   | 2 | 4 | 4 | 11:13 | 8    |
| 5.     | Pinheiro        | 10   | 2 | 0 | 8 | 04:15 | 4    |
| 6.     | Duque de Caxias | 10   | 1 | 1 | 8 | 03:19 | 3    |

|  | Geplaatst voor tweede fase |

### Tweede fase
| Plaats | Club           | Wed. | W | G | V | Saldo | Ptn. |
| ------ | -------------- | ---- | - | - | - | ----- | ---- |
| 1.     | Imperatriz     | 10   | 7 | 3 | 0 | 14:06 | 17   |
| 2.     | Sampaio Corrêa | 10   | 4 | 3 | 3 | 11:09 | 11   |
| 3.     | Moto Club      | 10   | 4 | 3 | 3 | 10:09 | 11   |
| 4.     | Americano      | 10   | 3 | 2 | 5 | 09:16 | 8    |
| 5.     | Maranhão       | 10   | 2 | 3 | 5 | 10:10 | 7    |
| 6.     | Caxiense       | 10   | 3 | 0 | 7 | 06:09 | 6    |

|  | Geplaatst voor finaleronde |

### Kwalificatietabel derde toernooi
Tabel op basis van tweede fase eerste twee toernooien
| Plaats | Club           | Wed. | W | G | V  | Saldo | Ptn. |
| ------ | -------------- | ---- | - | - | -- | ----- | ---- |
| 1.     | Imperatriz     | 18   | 9 | 7 | 2  | 24:15 | 25   |
| 2.     | Moto Club      | 18   | 6 | 8 | 4  | 21:18 | 20   |
| 3.     | Sampaio Corrêa | 18   | 5 | 9 | 4  | 16:12 | 19   |
| 4.     | Maranhão       | 18   | 5 | 8 | 5  | 20:16 | 18   |
| 5.     | Caxiense       | 18   | 4 | 2 | 12 | 13:25 | 10   |
| 6.     | Americano      | 10   | 3 | 2 | 5  | 09:16 | 8    |

|  | Geplaatst voor derde toernooi |

## Derde toernooi
| Plaats | Club           | Wed. | W | G | V | Saldo | Ptn. |
| ------ | -------------- | ---- | - | - | - | ----- | ---- |
| 1.     | Maranhão       | 6    | 3 | 2 | 1 | 09:05 | 8    |
| 2.     | Moto Club      | 6    | 2 | 3 | 1 | 05:04 | 7    |
| 3.     | Sampaio Corrêa | 6    | 2 | 1 | 2 | 07:08 | 5    |
| 4.     | Imperatriz     | 6    | 1 | 1 | 4 | 03:05 | 3    |

|  | Geplaatst voor finaleronde als winnaar derde toernooi                 |
|  | Geplaatst voor finaleronde door beste resultaat over drie toernooien. |

## Finaleronde
| Plaats | Club       | Wed. | W | G | V | Saldo | Ptn. |
| ------ | ---------- | ---- | - | - | - | ----- | ---- |
| 1.     | Maranhão   | 4    | 1 | 2 | 1 | 4:4   | 6    |
| 2.     | Imperatriz | 4    | 1 | 2 | 1 | 3:4   | 5    |
| 3.     | Moto Club  | 4    | 2 | 0 | 2 | 6:5   | 4    |

|  | Kampioen |

### Kampioen
| Campeonato Maranhense de 1993 |
| Maranhão                      |
| ----------------------------- |
| MARANHÃO Kampioen (9° titel)  |